# Challenger de Valencia 2023
El torneo Copa Faulcombridge 2023, fue un torneo de tenis perteneció al ATP Challenger Tour 2023 en la categoría Challenger 100. Se trató de la 2ª edición; el torneo tuvo lugar en la ciudad de Valencia (España), desde el 20 de noviembre hasta el 26 de noviembre de 2023 sobre pista dura al aire libre.

## Jugadores participantes del cuadro de individuales
| Favorito | País                  | Jugador             | Rank1 | Posición en el torneo |
| -------- | --------------------- | ------------------- | ----- | --------------------- |
| 1        | Bandera de España     | Roberto Bautista    | 62    | FINAL                 |
| 2        | Bandera de España     | Bernabé Zapata      | 83    | Baja                  |
| 3        | Bandera de España     | Albert Ramos        | 94    | Semifinales           |
| 4        | Bandera de Alemania   | Maximilian Marterer | 100   | Baja                  |
| 5        | Bandera de Francia    | Hugo Gaston         | 101   | Cuartos de final      |
| 6        | Bandera de Eslovaquia | Alex Molčan         | 114   | Primera ronda         |
| 7        | Bandera de España     | Pedro Martínez      | 115   | Segunda ronda, retiro |
| 8        | Bandera de Italia     | Fabio Fognini       | 129   | CAMPEÓN               |

- 1 Se ha tomado en cuenta el ranking del 13 de noviembre de 2023.

### Otros participantes
Los siguientes jugadores recibieron una invitación (wild card), por lo tanto ingresan directamente al cuadro principal (WC):
- Pablo Andújar
- Martín Landaluce
- Daniel Rincón

Los siguientes jugadores ingresan al cuadro principal tras disputar el cuadro clasificatorio (Q):
- Adrian Andreev
- Miguel Damas
- Pierre-Hugues Herbert
- Oleksii Krutykh
- Carlos López Montagud
- Denis Yevseyev

## Campeones

### Individual Masculino
- Fabio Fognini derrotó en la final a  Roberto Bautista, 3–6, 7–6(8), 7–6(3)

### Dobles Masculino
- Andrea Pellegrino /  Andrea Vavassori derrotaron en la final a  Daniel Rincón /  Oriol Roca Batalla, 6–2, 6–4